# Pomponio Nenna
Pomponio Nenna (Bari, battezzato il 13 giugno 1556 – Roma, 25 luglio 1608) è stato un compositore italiano.

## Biografia
Figlio del nobile letterato e giureconsulto Giovanni Battista Nenna, Pomponio Nenna svolse la sua attività di musicista prevalentemente tra Napoli e Roma. Fu forse allievo di Stefano Felis e probabilmente entrò in contatto con Giovanni Jacopo de Antiquis, Giovanni de Marinis e Rocco Rodio, presenti a Bari nel periodo giovanile del compositore.

Tra il 1594 e la fine del 1599 fu a Napoli, presso il principe di Venosa Carlo Gesualdo; all'epoca Nenna aveva già al suo attivo la pubblicazione di quattro villanelle, incluse in una antologia di Giovanni de Antiquis del 1574, e di un libro di madrigali a cinque voci (1582). Quest'ultima opera a stampa era stata dedicata da Nenna al duca di Andria, Fabrizio Pignatelli Carafa.

Nella dedica al libro di madrigali a quattro voci di Nenna, datata 22 ottobre 1613, Nicola Tortamano affermò di volerne onorare la memoria. Gaetano Gaspari osservò perciò che la morte del compositore doveva essere antecedente; questa supposizione è stata recentemente confermata dal ritrovamento di nuovi documenti, nei quali è riportato che Nenna morì a Roma il 25 luglio 1608.

## Alcune opere

### Musica sacra
- Responsorii di Natale e di Settimana Santa, a quattro voci, Napoli, 1607;
- Sacrae hebdomadae responsoria, Roma, 1622.

### Musica profana
- Il primo libro de madrigali a cinque voci, Venezia, 1582;
- Il quarto libro de madrigali a cinque voci, Venezia, 1609;
- Il quinto libro de madrigali a cinque voci, Napoli, 1603;
- Il sesto libro de madrigali a cinque voci, Napoli, 1607;
- Il settimo libro de madrigali a cinque voci, Napoli, 1608;
- L'ottavo libro de madrigali a cinque, novamente con molta diligenza dati in luce da Ferdinando Archilei, Roma, 1618;
- Il primo libro de madrigali a quattro voci, Napoli, 1613;
- Il primo libro de madrigali a quattro voci… con l'aggiunta del basso continuo da Carlo Milanutio, Venezia, 1621.